# テガルアール駅
テガルアール駅 (インドネシア語: Stasiun Tegalluar) は、インドネシアの西ジャワ州バンドン県にあるインドネシア高速鉄道ジャカルタ・バンドン線の駅である。
バンドン運用エリア IIに含まれている  。

## 駅周辺
- ゲロラ・バンドン・ラウタン・アピ・スタジアム（英語版）
- アル・ジャバー・グランド・モスク（英語版）
- 西ジャワ警察本部

## 参照
1. ↑  “Development of the Jakarta-Bandung High-Speed Train Station Section, Period August 2021”.   PT KCIC. 2021年10月29日閲覧。
2. ↑  “INDONESIA PRESS-Govt to hold "beauty contest" for high-speed train project - Jakarta Globe”. Daily Mail. (2015年7月14日) 2015年10月1日閲覧。
3. ↑  Shannon Tiezzi (2015年10月1日). “It's Official: China, Not Japan, Is Building Indonesia's First High-Speed Railway”. The Diplomat 2015年10月1日閲覧。
4. ↑  “Stasiun Cimekar Bandung Dekat Stadion GBLA dan Masjid Terapung Al Jabbar” (英語). Bandung Aktual. 2019年10月21日閲覧。